# Lochnagar-Krater

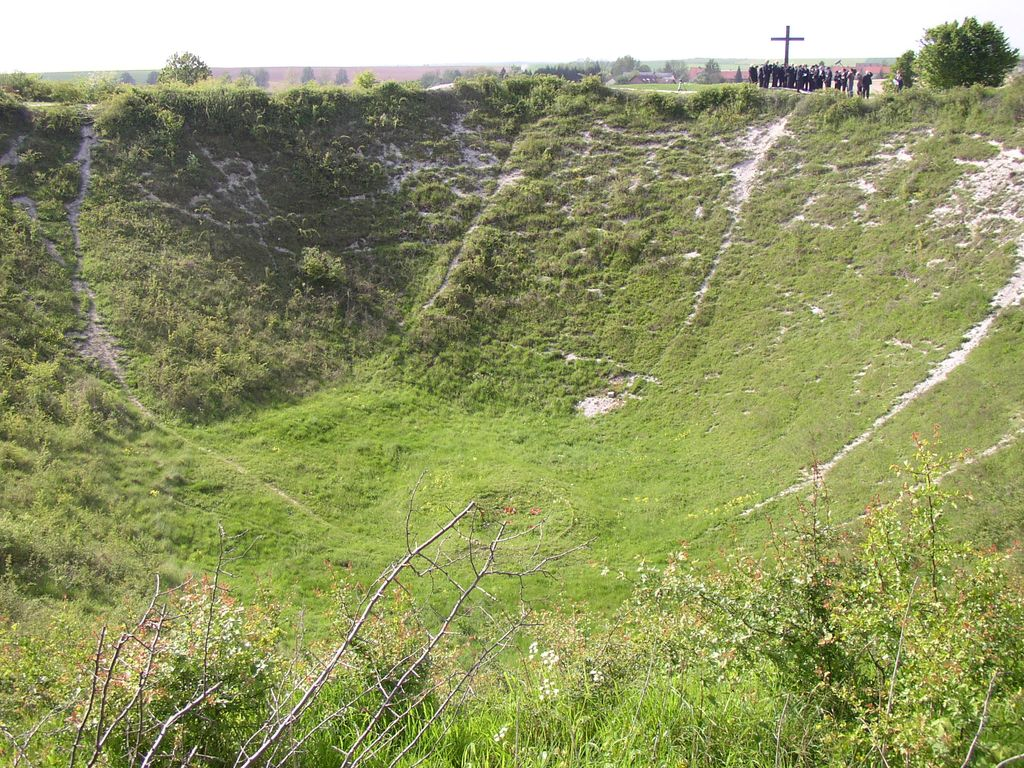
Lochnagar-Krater mit Besuchern im Oktober 2005

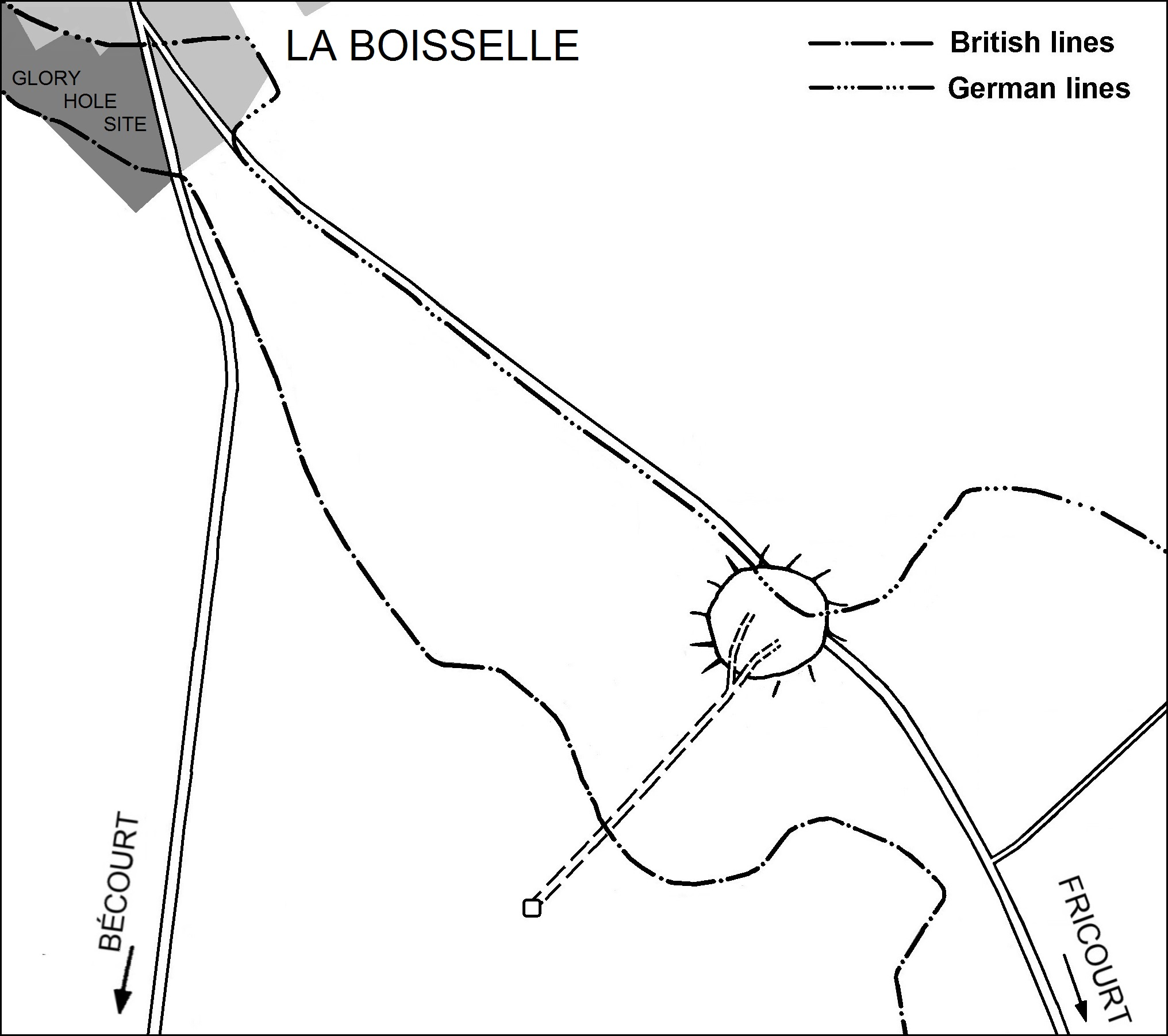
Plan des Tunnels und der beiden Sprengkammern im Krater

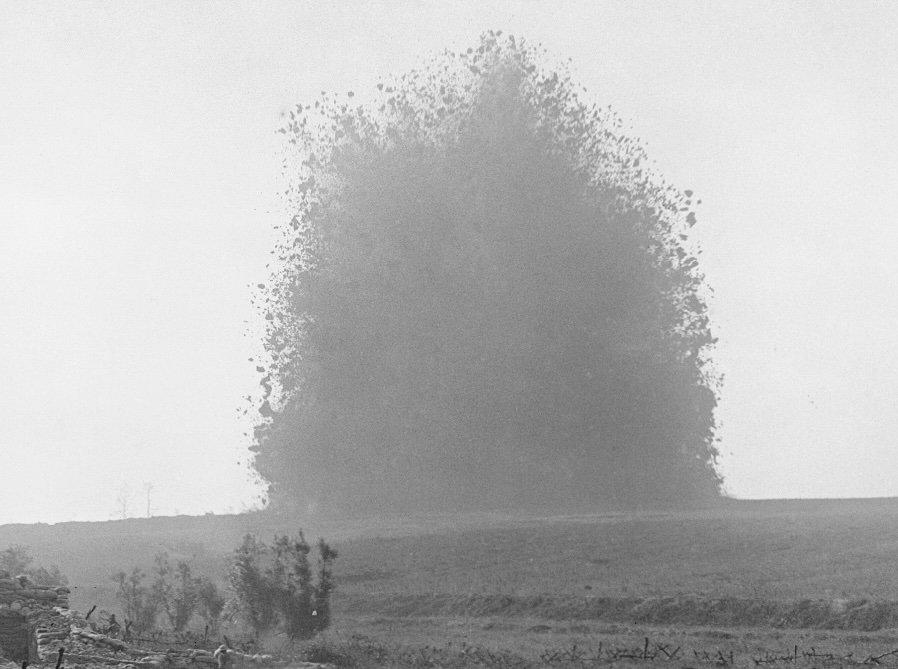
Explosion der Hawthorn-Ridge-Mine bei Beaumont-Hamel

Der Lochnagar-Krater (englisch Lochnagar Crater oder Lochnagar Mine, französisch La Grande Mine oder Mine de Boisselle) liegt südlich des Dorfes La Boisselle, im Gemeindegebiet von Ovillers-la-Boisselle, im französischen Département Somme. Im Vorfeld der Schlacht an der Somme hatten britische Pioniereinheiten in monatelanger Arbeit im Untertagebau Minen zu den deutschen Linien geführt und Sprengladungen darin platziert, die am 1. Juli 1916, dem ersten Tag der Schlacht, nahezu gleichzeitig zur Explosion gebracht wurden. Die größten Sprengungen waren die Hawthorn-Ridge-Mine bei Beaumont-Hamel und die Lochnagar-Minen bei La Boisselle. Letztere enthielten zwei Sprengladungen, bei deren Explosion sich ein einziger, riesiger Krater bildete. Etwas nördlich davon befand sich der Ausgang der so genannte Y-Sappe, ein Annäherungstunnel, durch den Truppen an den Krater herangeführt werden sollten.

## Geschichte
Der Lochnagar-Krater wurde von den Briten in Anlehnung an ihre dahinter befindlichen „Lochnagar Trenches“ benannt, die ihren Namen nach dem schottischen Berg Lochnagar hatten. Von diesen aus war der Tunnel in einer Tiefe von ca. 16 Metern unter die deutsche Stellung „Schwabenhöhe“ gegraben worden, die vom Reserve-Infanterie-Regiment 110 der 28. Reserve-Division (Baden) gehalten wurde. Die 185. Tunnelling Company hatte am 11. November 1915 mit den Tunnelarbeiten begonnen. Im März 1916 übernahm die 179. Tunnelling Company die Arbeiten und stellte den Tunnel fertig. 26,8 Tonnen Ammonal-Sprengstoff wurde dabei in zwei Kammern, die durch Y-förmige Gänge verbunden waren, eingebracht. Die Sprengung der Lochnagar-Mine gilt als die bis dahin größte Explosion menschlicher Kriegsführung.
Zwei Minuten nach der Sprengung, um 7:30 Uhr, begann der Angriff der britischen Infanterie, der jedoch nicht mit der nötigen Geschwindigkeit voranging. Der Lochnagar-Krater konnte zwar von Soldaten des Grimsby Chums Battalion (10th Battalion, The Lincolnshire Regiment) besetzt werden, aber der deutsche Widerstand nahm rasch zu und viele Angreifer flüchteten sich in den Krater, der dann aber der deutschen Artillerie ein leicht erkennbares Ziel bot. Außerdem wurde der Krater zeitweilig auch von britischer Artillerie unter Beschuss genommen. Die Kämpfe um den Krater forderten Hunderte Opfer. Insgesamt ging der 1. Juli 1916 als der bis dahin verlustreichste Tag in die britische Militärgeschichte ein.
Der Lochnagar-Krater existiert heute noch und ist mit einem Durchmesser von 91 Metern und einer Tiefe von 21 Metern der größte Krater aus dem Ersten Weltkrieg. Versuche, ihn aufzufüllen, konnten verhindert werden. Im Jahr 1978 kaufte der Engländer Richard Dunning den Krater, um ihn der Nachwelt zu erhalten. Ein Denkmal und ein Holzkreuz erinnern an die Kriegsereignisse. Jedes Jahr findet am 1. Juli um 7:28 Uhr eine Gedenkveranstaltung am Lochnagar-Krater statt.